# Catherine Barclay-Reitz
Pour les articles homonymes, voir Barclay.
Ne pas confondre avec Joyce Barclay-Williams
Catherine Barclay-Reitz (née le 12 juin 1973 à Sydney, en Nouvelle-Galles du Sud) est une joueuse de tennis australienne, professionnelle du début des années 1990 à 2004.
Elle a gagné deux tournois WTA en double dames au cours de sa carrière en 2002 à Budapest et Bois-le-Duc, respectivement associée à la Française Émilie Loit et à l'Allemande Martina Müller.

## Palmarès

### Titres en double dames
| No | Date       | Nom et lieu du tournoi  | Catégorie | Dotation  | Surface      | Partenaire     | Finalistes                      | Score         |          |
| -- | ---------- | ----------------------- | --------- | --------- | ------------ | -------------- | ------------------------------- | ------------- | -------- |
| 1  | 15-04-2002 | Budapest Open Budapest  | Tier V    | 110 000 $ | Terre (ext.) | Émilie Loit    | Elena Bovina Zsofia Gubacsi     | 4-6, 6-3, 6-3 | Parcours |
| 2  | 17-06-2002 | Ordina Open Bois-le-Duc | Tier III  | 170 000 $ | Gazon (ext.) | Martina Müller | Bianka Lamade Magdalena Maleeva | 6-4, 7-5      | Parcours |

### Finales en double dames
| No | Date       | Nom et lieu du tournoi             | Catégorie | Dotation  | Surface      | Vainqueures                          | Partenaire        | Score         |          |
| -- | ---------- | ---------------------------------- | --------- | --------- | ------------ | ------------------------------------ | ----------------- | ------------- | -------- |
| 1  | 06-06-1994 | DFS Classic Birmingham             | Tier III  | 150 000 $ | Gazon (ext.) | Zina Garrison Larisa Neiland         | Kerry-Anne Guse   | 6-4, 6-4      | Parcours |
| 2  | 21-07-1997 | Warsaw Cup by Heros Varsovie       | Tier III  | 164 250 $ | Terre (ext.) | Ruxandra Dragomir Inés Gorrochategui | Meike Babel       | 6-4, 6-0      | Parcours |
| 3  | 12-04-1999 | Japan Open Tokyo                   | Tier III  | 180 000 $ | Dur (ext.)   | Corina Morariu Kimberly Po           | Kerry-Anne Guse   | 6-3, 6-2      | Parcours |
| 4  | 19-06-2000 | Heineken Trophy Bois-le-Duc        | Tier III  | 170 000 $ | Gazon (ext.) | Erika de Lone Nicole Pratt           | Karina Habšudová  | 7-6, 4-3, ab. | Parcours |
| 5  | 17-07-2000 | Sanex Trophy Knokke-Heist          | Tier IVb  | 110 000 $ | Terre (ext.) | Giulia Casoni Iroda Tulyaganova      | Eva Dyrberg       | 2-6, 6-4, 6-4 | Parcours |
| 6  | 06-01-2002 | ANZ Tasmanian International Hobart | Tier V    | 110 000 $ | Dur (ext.)   | Tathiana Garbin Rita Grande          | Christina Wheeler | 6-2, 7-63     | Parcours |

## Parcours en Grand Chelem

### En simple dames
| Année | Open d'Australie | Open d'Australie | Internationaux de France | Internationaux de France | Wimbledon | Wimbledon | US Open | US Open |
| ----- | ---------------- | ---------------- | ------------------------ | ------------------------ | --------- | --------- | ------- | ------- |
| 1991  | 1er tour (1/64)  | Stacey Martin    | -                        | -                        | -         | -         | -       | -       |
|       |                  |                  |                          |                          |           |           |         |         |
| 1998  | 1er tour (1/64)  | Larisa Neiland   | -                        | -                        | -         | -         | -       | -       |
| 1999  | 1er tour (1/64)  | Anne Kremer      | -                        | -                        | -         | -         | -       | -       |

À droite du résultat, l’ultime adversaire.

### En double dames
| Année | Open d'Australie              | Open d'Australie            | Internationaux de France    | Internationaux de France   | Wimbledon                    | Wimbledon                  | US Open                      | US Open                     |
| ----- | ----------------------------- | --------------------------- | --------------------------- | -------------------------- | ---------------------------- | -------------------------- | ---------------------------- | --------------------------- |
| 1991  | 1er tour (1/32) Nicole Pratt  | Patty Fendick MJ Fernández  | -                           | -                          | -                            | -                          | -                            | -                           |
| 1993  | 1er tour (1/32) Louise Stacey | R. Fairbank J. Richardson   | 3e tour (1/8) K. Guse       | K. Maleeva N. Tauziat      | 1er tour (1/32) K. Guse      | Linda Wild J. Wiesner      | -                            | -                           |
| 1994  | 2e tour (1/16) K. Guse        | Hetherington S. Stafford    | 2e tour (1/16) K. Guse      | S. Cecchini P. Tarabini    | 2e tour (1/16) K. Guse       | Patty Fendick M. McGrath   | 1er tour (1/32) Mercedes Paz | Yayuk Basuki Nana Miyagi    |
| 1995  | 1er tour (1/32) Jenny Byrne   | K. Guse A. Strnadová        | 2e tour (1/16) J. Husárová  | M. Bollegraf Rennae Stubbs | 1er tour (1/32) Patricia Hy  | Linda Wild Chanda Rubin    | -                            | -                           |
| 1996  | 3e tour (1/8) Jenny Byrne     | E. Makarova E. Maniokova    | 1er tour (1/32) K. Godridge | Lisa Raymond Rennae Stubbs | 1er tour (1/32) K. Godridge  | M. Hingis Helena Suková    | 2e tour (1/16) K. Guse       | A. Dechaume S. Testud       |
| 1997  | 1er tour (1/32) K. Guse       | Anke Huber B. Rittner       | 1er tour (1/32) Clare Wood  | L. Neiland Helena Suková   | 3e tour (1/8) Clare Wood     | G. Fernández N. Zvereva    | 1er tour (1/32) Clare Wood   | Park Sung-hee T. Tanasugarn |
| 1998  | 1er tour (1/32) Meike Babel   | A. Dechaume S. Testud       | 3e tour (1/8) K. Guse       | A. Sánchez Helena Suková   | 1/4 de finale K. Guse        | L. Davenport N. Zvereva    | 2e tour (1/16) K. Guse       | MJ Fernández A. Sánchez     |
| 1999  | 1er tour (1/32) K. Guse       | S. Williams V. Williams     | 2e tour (1/16) K. Guse      | Vanessa Menga Elena Wagner | 1er tour (1/32) K. Guse      | Lisa Raymond Rennae Stubbs | 1er tour (1/32) Rita Grande  | Lori McNeil A. Stevenson    |
| 2000  | 1er tour (1/32) Vanessa Webb  | A. Coetzer Likhovtseva      | 2e tour (1/16) Vanessa Webb | A. Kournikova N. Zvereva   | 1er tour (1/32) K. Habšudová | Els Callens D. Monami      | 1er tour (1/32) De Villiers  | Liezel Huber L. Montalvo    |
| 2002  | 2e tour (1/16) C. Wheeler     | S. Testud Roberta Vinci     | 1er tour (1/32) C. Wheeler  | S. Testud Roberta Vinci    | 2e tour (1/16) C. Wheeler    | V. Ruano Paola Suárez      | 1er tour (1/32) Émilie Loit  | M. Salerni Åsa Svensson     |
| 2003  | 1er tour (1/32) M. Müller     | Kirstin Freye Dragana Zarić | 2e tour (1/16) R. McQuillan | J. Husárová B. Schett      | 1er tour (1/32) R. McQuillan | Kim Clijsters Ai Sugiyama  | -                            | -                           |
| 2004  | 1er tour (1/32) Horiatopoulos | Beygelzimer T. Poutchek     | -                           | -                          | -                            | -                          | -                            | -                           |

Sous le résultat, la partenaire ; à droite, l’ultime équipe adverse.

### En double mixte
| Année | Open d'Australie              | Open d'Australie          | Internationaux de France    | Internationaux de France  | Wimbledon                     | Wimbledon                   | US Open                    | US Open                 |
| ----- | ----------------------------- | ------------------------- | --------------------------- | ------------------------- | ----------------------------- | --------------------------- | -------------------------- | ----------------------- |
| 1993  | -                             | -                         | -                           | -                         | 1er tour (1/32) Piet Norval   | M. Strandlund Jan Apell     | -                          | -                       |
| 1994  | -                             | -                         | 2e tour (1/16) Dave Randall | G. Fernández Cyril Suk    | 1er tour (1/32) David Pate    | Pam Shriver Byron Black     | -                          | -                       |
| 1995  | -                             | -                         | 1er tour (1/32) A. Florent  | A. Sánchez M. Bahrami     | 1/4 de finale A. Florent      | L. Neiland M. Woodforde     | -                          | -                       |
| 1996  | -                             | -                         | 3e tour (1/8) A. Florent    | N. Bradtke T. Woodbridge  | 1er tour (1/32) A. Florent    | Steffi Graf H. Günthardt    | -                          | -                       |
| 1997  | -                             | -                         | -                           | -                         | 1er tour (1/32) A. Florent    | Katrina Adams Luke Jensen   | -                          | -                       |
| 1998  | 2e tour (1/8) Byron Talbot    | Helena Suková Cyril Suk   | 2e tour (1/16) M. Tebbutt   | Lisa Raymond P. Galbraith | 1er tour (1/32) M. Tebbutt    | F. Labat Maurice Ruah       | -                          | -                       |
| 1999  | 1er tour (1/16) A. Florent    | Kimberly Po D. Johnson    | 3e tour (1/8) J. de Jager   | Lisa Raymond Leander Paes | 1er tour (1/32) M. Tebbutt    | Likhovtseva Mark Knowles    | -                          | -                       |
| 2000  | 2e tour (1/8) P. Tramacchi    | E. Tatarkova A. Olhovskiy | 3e tour (1/8) Paul Haarhuis | Likhovtseva Jeff Tarango  | 2e tour (1/16) Wayne Arthurs  | Mirjana Lučić Jared Palmer  | -                          | -                       |
| 2002  | -                             | -                         | -                           | -                         | 2e tour (1/16) Chris Haggard  | D. Hantuchová Kevin Ullyett | 1er tour (1/16) T. Shimada | C. Morariu J. Gimelstob |
| 2003  | 1er tour (1/16) Sandon Stolle | Lisa Raymond Mike Bryan   | -                           | -                         | 1er tour (1/32) Ashley Fisher | Caroline Vis Gastón Etlis   | -                          | -                       |

Sous le résultat, le partenaire ; à droite, l’ultime équipe adverse.

## Parcours en Fed Cup
| #                                                                  | Date       | Lieu      | Surface    | Gagnante(s)                    | Perdante(s)                        | Score         |          |
|                                                                    |            |           |            |                                |                                    |               |          |
| 1999 - Barrage (groupe mondial II) - Argentine - Australie - 0 : 3 |            |           |            |                                |                                    |               |          |
| 1                                                                  | 21/07/1999 | Amsterdam | Dur (ext.) | Catherine Barclay Nicole Pratt | Laura Montalvo Paola Suárez        | 6-4, 6-4      | Parcours |
|                                                                    |            |           |            |                                |                                    |               |          |
| 1999 - Barrage (groupe mondial II) - Australie - Taïwan - 3 : 0    |            |           |            |                                |                                    |               |          |
| 2                                                                  | 22/07/1999 | Amsterdam | Dur (ext.) | Catherine Barclay Alicia Molik | Hsu Hsueh-Li Weng Tzu-Ting         | 7-5, 6-2      | Parcours |
|                                                                    |            |           |            |                                |                                    |               |          |
| 1999 - Barrage (groupe mondial II) - Australie - Roumanie - 2 : 1  |            |           |            |                                |                                    |               |          |
| 3                                                                  | 23/07/1999 | Amsterdam | Dur (ext.) | Catherine Barclay Alicia Molik | Cătălina Cristea Ruxandra Dragomir | 7-5, 4-6, 8-6 | Parcours |

## Classements WTA en fin de saison

### En simple
| Année | 1989 | 1990 | 1991 | 1992 | 1993 | 1994 | 1995 | 1996 | 1997 | 1998 | 1999 | 2000 |
| Rang  | 738  | 361  | 386  | 490  | 281  | 186  | 304  | 282  | 257  | 157  | 348  | 473  |

Source : (en) « Classements de Catherine Barclay-Reitz », sur le site officiel du WTA Tour

### En double
| Année | 1990 | 1991 | 1992 | 1993 | 1994 | 1995 | 1996 | 1997 | 1998 | 1999 | 2000 | 2001 | 2002 | 2003 |
| Rang  | 226  | 299  | 183  | 86   | 62   | 66   | 82   | 62   | 41   | 81   | 94   | -    | 55   | 236  |

Source : (en) « Classements de Catherine Barclay-Reitz », sur le site officiel du WTA Tour